# 한국발레협회상
한국발레협회상은 한국발레협회에서 주관하는 시상식으로 대상, 무용가상, 프리마 발레리나상, 당쉬르 노브르상, 신인상, 공로상 등을 수여하고 있다.

## 수상자
| 연도   |        | 대상   | 무용가상        | 프리마 발레리나상 | 당쉬르 노브르상   | 신인상          | 공로상 |
| ------ | ------ | ------ | --------------- | ----------------- | ----------------- | --------------- | ------ |
| 1996년 | 임성남 | 김학자 | 문훈숙 · 최태지 | 문병남            | 김용걸            | 김종남 · 엄영자 |        |
| 1997년 | 김정욱 | 김성일 | 김명순          | 이원국            | 강예나            | 조승미          |        |
| 1998년 | 김학자 |        |                 |                   | 김지영            |                 |        |
| 1999년 | 김성일 | 서정자 | 박선희          | 강준하            | 김창기 · 임혜경   | 김정수 · 이득효 |        |
| 2000년 | 엄영자 | 조승미 | 연은경          | 박재근            | 김주원            | 김민희 · 백영태 |        |
| 2001년 | 서정자 |        | 김지영          | 황재원            | 김세연 · 장운규   | 최태지          |        |
| 2002년 | 진수인 | 김정수 | 김주원 · 임혜경 | 김용걸            | 황혜민            | 김화례          |        |
| 2003년 | 김민희 | 이득효 | 김세연          | 장운규            | 전효정 · 홍정민   | 이상만          |        |
| 2004년 | 최성이 | 박인자 | 황혜민          | 엄재용            | 김성훈 · 윤혜진   | 김혜식 · 문영철 |        |
| 2005년 | 김정수 | 김명순 | 강예나          | 이원철            | 김민정 · 노보연   | 김복선 · 손정자 |        |
| 2006년 | 이득효 | 김화례 | 안지은 · 윤혜진 | 정운식            | 김현웅 · 이상은   | 박해련 · 장선희 |        |
| 2007년 | 박인자 | 이상만 | 노보연          | 김현웅            | 이시연 · 이현준   | 신미경          |        |
| 2008년 | 김화례 | 김인숙 | 전효정          | 이영철            | 김리회 · 진헌재   | 김명회          |        |
| 2009년 | 문훈숙 | 김복선 | 강미선          | 이현준            | 김세종 · 박슬기   | 함현주          |        |
| 2010년 | 김인숙 | 김명회 | 김리회          | 이동훈            | 손유희 · 이승현   | 김선희 · 백영태 |        |
| 2011년 | 도정님 |        | 서희            | 정영재            | 한서혜            | 손윤숙 · 조윤라 |        |
| 2012년 | 김명회 |        | 박슬기          | 이승현            | 이동탁 · 이은원   | 박해련 · 백연옥 |        |
| 2013년 | 최태지 |        | 신승원          | 이동탁            | 김하예린 · 김희현 |                 |        |